# آرشي تايلور (لاعب كرة قدم)
آرشي تايلور (بالإنجليزية: Archie Taylor)‏ (1882 في المملكة المتحدة - 1961) هو لاعب كرة قدم بريطاني (وحمل سابقاً جنسية المملكة المتحدة لبريطانيا العظمى وأيرلندا) في مركز الظهير. لعب مع بولتون واندررز ونادي بارنسلي ونادي بريستول روفيرز ونادي برينتفورد ونادي دندي ونادي فالكيرك وهدرسفيلد تاون ووست هام يونايتد وEast Craigie F.C. ‏.

## وصلات خارجية
- آرشي تايلور على موقع Soccerbase.com (لاعب) (الإنجليزية)